# Novoprokopivka
Novoprokopivka est un village du raïon de Polohy, dans l'oblast de Zaporijjia, en Ukraine. Sa population s'élevait à 746 habitants en 2001.

## Géographie
Novoprokopivka est situé à environ 25 kilomètres au nord-est de Tokmak.

## Histoire

### Guerre russo-ukrainienne
Durant la contre-offensive ukrainienne de 2023, le village est l'objet d'intenses combats entre les forces armées ukrainiennes et les forces armées russes.
Le 24 septembre 2023, les forces ukrainiennes entrent dans le village en combattant les occupants.